# Mozart La Para
Erickson Rafael Fernández Paniagua (Los Mina, Santo Domingo; 31 de enero de 1988), más conocido como Mozart La Para es un rapero y cantante dominicano, que ha tenido canciones en las listas de Billboard en cinco ocasiones.

## Nacimiento
Fernández nació en Los Mina, Santo Domingo, República Dominicana.

## Carrera profesional
En 2016, firmó con Roc Nation, convirtiéndose en el primer artista en firmar con la división latina de ese sello. Antes de firmar con Roc Nation , Fernández había sido músico durante 15 años, lanzando numerosos éxitos que llegaron a la lista de canciones tropicales de Billboard. También fue el tema de Pueto Pa 'Mi , una película de 2016 basada en su vida.

## Vida personal
Erickson Fernández y Alexandra Hatcú anunciaron su divorcio después de diez años de matrimonio, en el cual procrearon una niña llamada Charlotte (nacida en 2013).
El 31 de julio del año 2021, Fernández se casó con la actriz y productora dominicana Dalisa Alegría, hija del empresario y exsenador dominicano Pedro Alegría.

## Premios
| Año                                | Premios          | Categoría              | Resultados |
| ---------------------------------- | ---------------- | ---------------------- | ---------- |
| 2013, 2016, 2018                   | Premios Soberano | Artista Urbano del Año | Ganador    |
| 2013, 2014, 2015, 2016, 2017, 2018 | Premios Soberano | Soberano del pueblo    | Ganador    |

## Filmografía
| Año  | Película             | Personaje    | Director          |
| ---- | -------------------- | ------------ | ----------------- |
| 2013 | Mi Angelito Favorito | Él mismo     | Alfonso Rodríguez |
| 2014 | No hay más remedio   | Él mismo     | Pinky Pintor      |
| 2015 | Pueto Pa' Mi         | Aníbal       | Ivan Herrera      |
| 2015 | Los Paracaidistas    | Paracaidista | Archie López      |
| 2019 | La Maravilla         | Temito       | David Pagán       |
| 2022 | Flow Calle           | Él mismo     | Frank Perozo      |